# Kap Roquemaurel
Kap Roquemaurel ist eine markante und felsige Landspitze im Grahamland auf der Antarktischen Halbinsel. Das Kap liegt an der Ostseite der Bone Bay im Norden der Trinity-Halbinsel.
Entdeckt wurde es bei der Dritten Französischen Antarktisexpedition (1837–1840) unter der Leitung von Jules Dumont d’Urville. Benannt ist es nach Gaston de Roquemaurel (1804–1878), stellvertretender Kommandant auf d’Urvilles Expeditionsschiff Astrolabe.